# Ibn Zura
Ibn Zur'a (Bagdá, 943-1008) foi um médico e filósofo árabe cristão.

## Biografia
Abu 'Ali' Isa ibn Zur'a nasceu em 943 em Bagdá, em uma família cristã de jacobitas. Ele estudou ciência, medicina e filosofia sob a direção de Yahya ibn Adi. Também comerciante e acusado de tráfico com Bizâncio, ele foi preso e julgado. Seus pertences foram apreendidos e ele morreu em Bagdá, em 1008.
Aqui está o que Al-Tawhidi disse dele:
"Ibn Zur'a elegantemente e com precisão traduzia para o árabe muitos livros que continuam a ser verdadeiras obras-primas da filosofia (...) Se não tivesse sido pego pelo comércio e o lucro, o seu talento teria sido maior. Mas essa foi uma grande alma cujo amor pelas coisas terrenas do mundo cegou e desencaminhou."

## Filosofia
Ibn Zur'a distinguia entre a "lei da natureza" que nos impele a adquirir tantas coisas úteis e agradáveis quanto pudermos conseguir, e a "lei da Razão", que restringe o homem entre as coisas por qual o mundo o impõe como necessárias, pelas quais é requerida pela sua necessidade com provisões adicionais para tempos de escassez. Em suma, a Lei da Natureza nos incita a satisfazer desejos imediatistas, enquanto a razão se preocupa com nossas necessidades à longo prazo.